# Грмагеле (станция метро)
«Грмаге́ле» (груз. ღრმაღელე) — станция Ахметели-Варкетилской линии Тбилисского метрополитена, располагается между станциями «Гурамишвили» и «Дидубе».
Со станции один выход — в северном направлении.

## Название
Станция названа по району, где располагается.

## Архитектура и оформление
Потолок станции отделаны гофрированными металлическими листами, на нём располагаются два ряда люминесцентных ламп. Путевые стены отделаны светло-коричневым мрамором. На глухой торцевой стене располагается барельеф.

## История
Открыта 28 ноября 1985 года. Единственная станция Тбилисского метрополитена, открытая на действующем участке.